# 鎮台
鎮台，舊時對總鎮一方之總兵官的尊稱，相同的用法如制台、撫台、藩台、臬台、學台、府台、道台、府台等機關首長。
鎮台制是日本的一種軍事制度，分為陸軍鎮台和海軍鎮台。1872年4月，日本政府於東京、大阪、仙台、熊本、名古屋和廣島設立6個陸軍鎮台以及在東京和長崎設立海軍鎮台。